# João Pavão Filho
João Pavão Filho, mais conhecido como Pavão Filho (Santa Helena, Maranhão, 6 de abril de 1958) é um advogado e político brasileiro. Ele foi deputado estadual (1999–2011). Filiado ao PDT, atualmente é vereador de São Luís.